# باشگاه فوتبال هواچیپاتو
باشگاه فوتبال هواچیپاتو (به انگلیسی: Huachipato) یک باشگاه فوتبال واقع در شهر تالکاهوانو در کشور شیلی است. این تیم در لیگ برتر فوتبال شیلی بازی می‌کند و سابقه ۳ بار قهرمان این لیگ شده است.